# Noemí Frenkel
Noemí Frenkel (nascida em Buenos Aires, 1960) é atriz argentina.

## Biografia
Noemí trabalhou em quinze filmes, entre os quais se destacam Últimas imágenes del naufragio (1989), papel que lhe rendeu o Prêmio Coral de Melhor Atriz no Festival de Havana e o Condor de Prata da Associação dos Cronistas da Argentina, ‎Escrito en el agua (1998), Poder de Luis César D'Angiolillo, Overdose de Fernando Ayala e O sonâmbulo de Fernando Spiner.
Mais recentemente, ela interpretou Greta na telenovela Herederos de una venganza no Canal 13.